# IC 458
IC 458 је елиптична галаксија у сазвјежђу Рис која се налази на листи објеката дубоког неба у Индекс каталогу.
Деклинација објекта је + 50° 7' 11" а ректасцензија 7h 10m 33,7s. Привидна величина (магнитуда) објекта IC 458 износи 13,5 а фотографска магнитуда 14,5. IC 458 је још познат и под ознакама UGC 3713, MCG 8-13-85, CGCG 234-81, PGC 20306.